# Kædelinje
En kædelinje (også kaldet en katenær kurve, latin:catena = kæde) er den form som antages af et frithængende kæde ophængt mellem to punkter. Kæden er kun påvirket af tyngdekraften og trækkraften fra de to ophængningspunkter. Længden af kæden kan ikke ændres, kædens masse er fordelt jævnt over hele kæden, og kæden er fuldstændig fleksibel. Den  kurve, en sådan kæde vil danne, er en hyperbolsk cosinus-funktion, {\displaystyle \cosh }, som er gennemsnittet af en eksponentiel stigning og et eksponentiel fald:
{\displaystyle \cosh(x)={\frac {1}{2}}(e^{x}+e^{-x})}
I realiteten vil de enkelte led i kæden dog have en endelig størrelse.
Hvis kæden i stedet belastes ensartet, f.eks. ved at hænge brofag under kæden, vil kurven i stedet være en parabel.
Eksempler fra hverdagen: Fra hverdagen kendes højspændingskabler (luftledninger), som danner cosh-kurver mellem masterne. Bærekablerne på en hængebro danner en parabel mellem pylonerne.

På figuren er vist en cosh-kurve og en parabel. Den orange kurve (parablen) kan f.eks. repræsentere et bærekabel på en hængebro, hvor kablet hænger fast på toppen af de to bropyloner, og hvor kablet er belastet med brofag (brofagene er dog ikke tegnet på figuren). Den blå kurve (cosh-kurven) repræsenterer så den kurve som et løst og ubelastet kabel vil have, hvis det er hængt op i pylonerne således, at det tangerer brodækket på midten. For at kunne nå helt ned til brodækket må det frithængende kabel være lidt længere end bærekablet, da de to kabler følger lidt forskellige kurver.